# ريما القادري
ريما القادري (ولدت عام 1963-) هي سياسية سورية، شغلت منصب وزيرة الشؤون الاجتماعية والعمل في سوريا من عام 2015 حتى عام 2020.

## النشأة والتعليم
وُلدت ريما القادري عام 1963 في دمشق، سوريا. وتخرجت عام 1986 من جامعة دمشق، حيث نالت شهادة في الأدب الفرنسي. وبعد تخرجها، عملت في مؤسسات خاصة، كما عملت في المصرف التجاري السوري.

## المسيرة المهنية
انضمت ريما القادري إلى هيئة التخطيط والتعاون الدولي في عام 2009 بمنصب معاون رئيس الهيئة، ثم تم تعيينها رئيسة للهيئة في عام 2014. وأدت اليمين الدستورية كوزيرة للشؤون الاجتماعية والعمل في 22 أغسطس 2015 أمام الرئيس بشار الأسد، خلفًا للوزيرة السابقة كندة الشماط. وفي إطار عملها، التقت القادري بعدد من المغتربين السوريين في ساو باولو، البرازيل، حيث ناقشت معهم سبل دعمهم للحكومة السورية.
وفي أبريل 2017، شاركت في قمة وزيرات شؤون المرأة في الدول ذات الغالبية المسلمة، التي عُقدت في مدينة مشهد الإيرانية. وعلى هامش القمة، التقت بـشاهيندخت مولاوردي، التي كانت تشغل حينها منصب نائبة رئيس الجمهورية لشؤون المرأة والأسرة في إيران.
كما زارت بيلاروس في أغسطس 2017، والتقت في 28 أغسطس بالرئيس البيلاروسي ألكسندر لوكاشينكو، حيث ناقشا سبل توفير التعليم للأطفال السوريين في بيلاروس. وقبل ذلك بثلاثة أيام، أي في 25 أغسطس، زارت طفلًا سوريًا يبلغ من العمر 10 سنوات كان يخضع لجراحة ورم في مركز أورام الأطفال وأمراض الدم والمناعة في بيلاروس.

## اعتقالها
في ٥ يوليو ٢٠٢٥، أفادت السلطات القضائية في سوريا بأنها أوقفت كلًا من كندة الشماط وريما القادري في سياق تحقيق رسمي يتعلق باتهامات بإخفاء أطفال المعتقلين داخل مؤسسات رعاية الأيتام، وذلك خلال فترة حكم النظام السابق بقيادة بشار الأسد. ويشمل هذا الإجراء القضائي أيضًا عددًا من المسؤولات عن دور الرعاية الحكومية، في إطار جهود المحاسبة وفتح ملفات الانتهاكات الإنسانية التي تبنّتها الإدارة السورية الجديدة.
ويُعَدّ هذا الملف من أكثر القضايا حساسية في البلاد، إذ تشير منظمات حقوقية إلى أن آلاف الأطفال جرى انتزاعهم قسرًا من ذويهم أثناء فترات اعتقالهم بين عامي ٢٠١١ و٢٠٢٠، وتم تحويل عدد منهم إلى مؤسسات الدولة، في حين لا يزال مصير آخرين مجهولًا حتى اليوم.